# Akkuwerkzeug

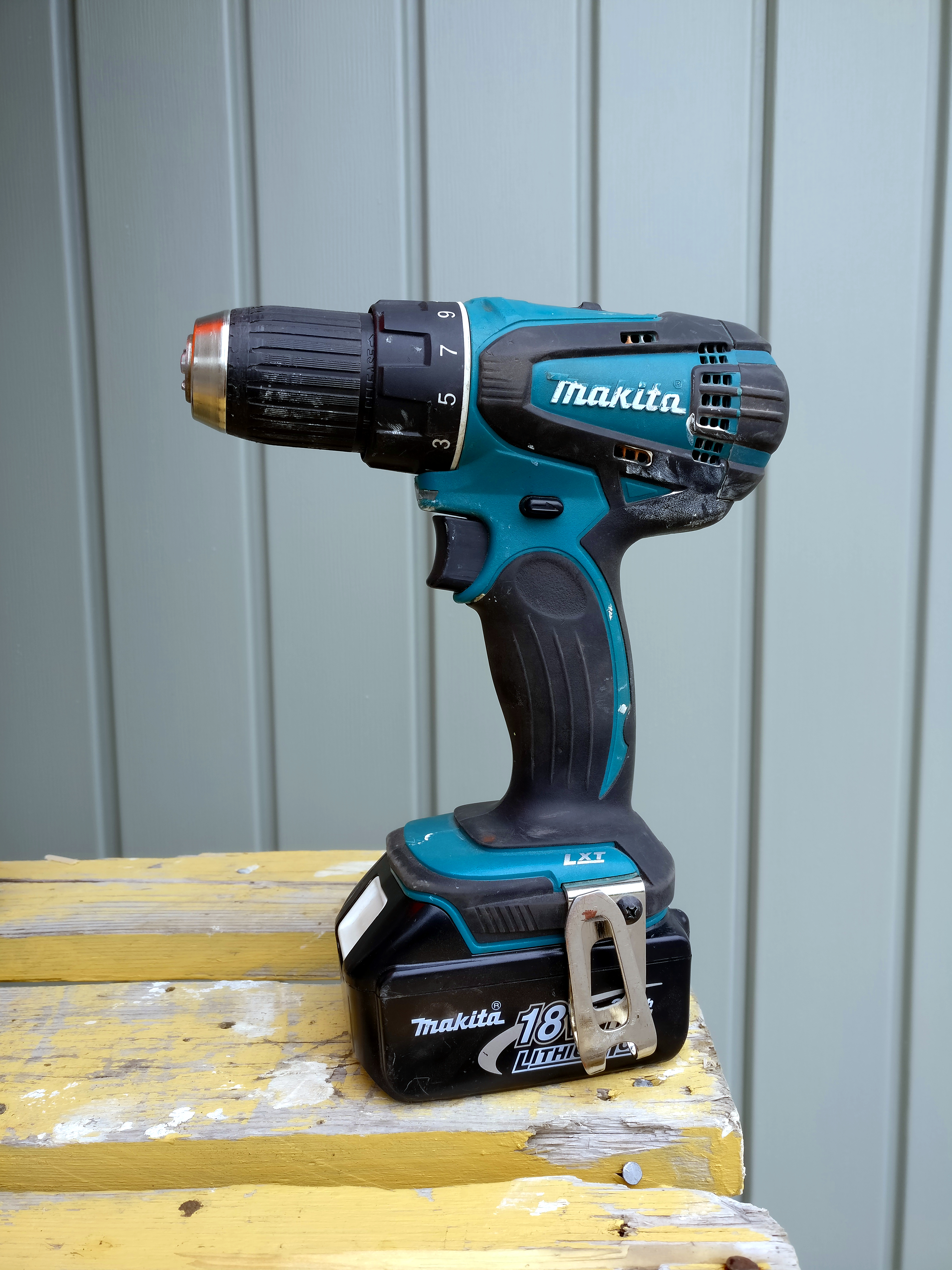
Der Akkuschrauber – ein weit verbreitetes Akkuwerkzeug

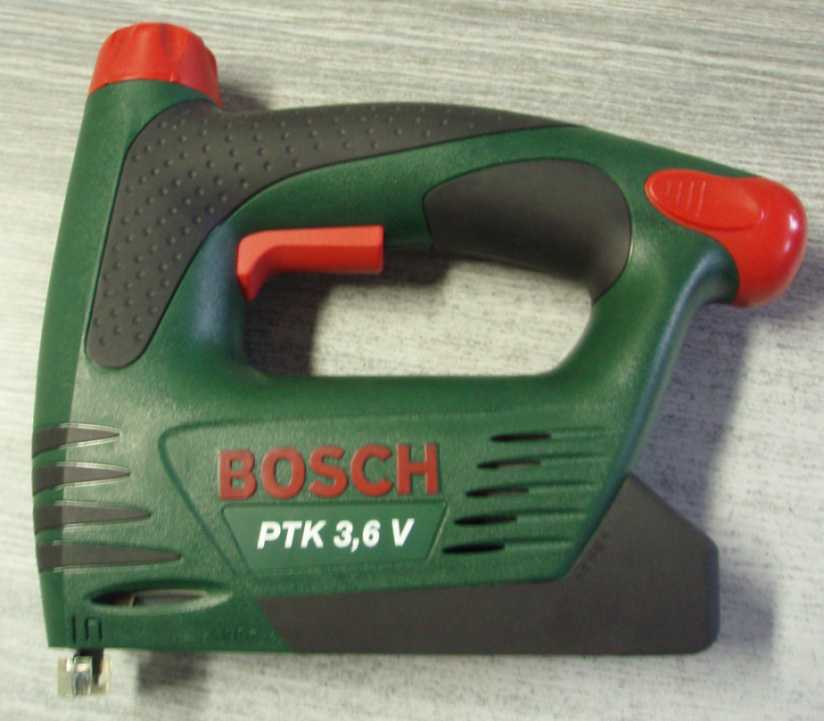
Akku-Tacker

Akkuwerkzeuge sind kabellose Elektrowerkzeuge mit Akkumulator statt Netzkabel.
Sämtliche Hersteller von Elektrowerkzeugen haben mittlerweile Akkugeräte im Programm, ihr Marktanteil ist von 50 % im Jahr 2018 auf 74-81 % im Jahr 2022 stark gestiegen.
Teils sind die Akkus innerhalb einer Akkuplattform tauschbar. Die Lebensdauer ist sowohl durch kalendarische (mehrere Jahre) als auch nutzungsabhängige Alterung (≥250 Zyklen) begrenzt, die Hersteller garantieren allerdings nicht für die Lebensdauer.

## Geschichte
1961 brachte Black & Decker den ersten kabellosen Akkubohrer für professionelle Anwender auf den Markt.
1969 kam der erste Akkubohrer für die breite Öffentlichkeit auf den Markt, der Makita 6500D.
Die Entwicklung hochstromfähiger Nickel-Cadmium-Akkus (NiCd) mit großer Kapazität in den 80er-Jahren ermöglichte es, dass akkubetriebene Geräte in den 90er-Jahren eine Alternative zu vielen netzbetriebenen Geräten wurden.
Im Herbst 2003 gab es das erste Werkzeug mit Lithium-Ionen-Akku, den Bosch IXO-Akkuschrauber mit einer einzelnen Li-Zelle.
Die 2004 verabschiedete EU-Richtlinie RoHS zur Eindämmung vom Einsatz von Schwermetallen ließ viele Hersteller von Nickel-Cadmium auf Nickel-MetallHydrid-Akkus (NiMH) umschwenken, auch wenn es eine Ausnahme für schnurlose Werkzeuge gab und NiCd-Akkus dort noch bis Ende 2016 erlaubt waren.
Seit 2010 werden fast ausschließlich Lithium-Ionen-Akkus verwendet.
In den 2020er-Jahren geht der Trend zum bürstenlosen Gleichstrommotor (BLDC), der keine verschleißenden Kohlebürsten und damit kein Bürstenfeuer mehr hat.

## Akkumulatoren
Waren früher NiCd-Akkus üblich, dann NiMH (jeweils 1,2 Volt, davon meist sechs in Serienschaltung als 7,2 V, zehn als 12 Volt), werden seit 2010 fast ausschließlich Lithium-Ionen-Akkus verwendet, mit vielfachen der Nennspannung einer Li-Ionen Zelle von 3,6 Volt bei einer Lade-Endspannung über 4 Volt. Systeme mit drei Zellen mit einer Nominalspannung 10,8 V und End-Spannung von über 12 Volt wurden von vielen Herstellern auf sogenannte „12 Volt-Systeme“ umdeklariert. Bei Einführung akkubetriebener Werkzeuge verwendeten einige Hersteller zeitweise 14,4 V mit 4 Zellen.
Sehr gebräuchlich sind Akkuplattformen der Hersteller Milwaukee, Bosch, Makita, Metabo, DeWalt und weitere Marken die 18-Volt-Systeme mit fünf Li-Ion-Zellen in Serie verwenden. Diese Systeme mit 18 Volt Nennspannung werden von manchen Herstellern aufgrund der Endspannung auch als „20-Volt-Systeme“ deklariert. Ebenso werden anstatt 36 V manchmal 40 V angegeben, ohne dass eine zusätzliche elfte Zelle verwendet wird. Der Hersteller Makita führte 2021 das 40-Volt-System XGT primär für größere Baugeräte ein das auch nur die üblichen zehn Zellen der Formate 18650 oder 21700 enthält.

## Akkuwerkzeuge
Das typische Gerät war zunächst der Akkuschrauber, meist mit einem Gang und niedrigen, stufenlos regulierbaren Umdrehungszahlen. Bei Bohrschraubern kommt ein Zweigang-Getriebe für niedrige und hohen Drehzahlen zum Einsatz, dementsprechend hohes Drehmoment zum Schrauben und niedrigeres zum Bohren. Einige 1-Gang-Geräte werden zuweilen auch als Akku-Bohrschrauber angeboten. Daneben gibt es eine Reihe von Sonderformen wie Winkelschrauber, Knickschrauber und Stabschrauber.
Akku-Bohrhammer sind wie ihre kabelgebundenen Pendants mit einem pneumatischen Schlagwerk und SDS-plus-Bohrfutter ausgerüstet.
Während Schlagschrauber mit hohem Anzugsmoment über Jahrzehnte ausschließlich pneumatisch betrieben wurden, leisten Akkuschlagschrauber Stand 2022 ebenfalls ein Drehmoment von 600 Nm und mit den „40 V Systemen“ 1500 Nm. In Kfz-Werkstätten haben sie sich aber nicht durchgesetzt.
Akkubetriebenen Sägen sind Stand 2022 wegen ihrer hohen Leistungsaufnahme noch nicht auf dem Gebrauchsniveau wie kabelgebundene Tauchkreis- oder Stichsägen.
Ebenso haben Akkutrennschleifer (vulgo „Flex“) nur sehr kurze Laufzeiten.
Komplettiert wird das Angebot von Akkuleuchten und Akkuradios.
Es gibt sogar Akkuschweißgeräte, z. B. von Fronius.

## Vor- und Nachteile
Vorteile
- Im gewerblichen Umfeld in Deutschland unterliegen Akkuwerkzeuge mit Spannungen ≤60 V nicht den regelmäßigen elektrischen Überprüfungen nach der DGUV[7].
- Ohne Kabel ergibt sich eine größere Bewegungsfreiheit
- Arbeiten ohne Stromanschluss bzw. Kabelverlegung möglich, z. B. Dach, Rohbau, Gerüst

Nachteile
- Kapazitätsverlust und Alterung begrenzt die Lebensdauer der Akkus, dadurch Folgekosten im Vergleich zu Werkzeugen mit Kabel
- In der Vergangenheit führten Werkzeughersteller regelmäßig neue Akkusysteme und -plattformen ein, gleichzeitig wurde es schwierig, fabrikfrische Akkus für ältere Geräte zu erhalten.
- Geräte mit hoher Leistungsaufnahme (z. B. Winkelschleifer, Bohrhammer, Stichsäge)

- werden durch den maximalen Entladestrom des Akkus in der Leistung begrenzt
- entleeren Akkus so schnell, dass wegen häufiger Akkuwechsel entweder ein Stromanschluss für das Ladegerät oder Ersatzakkus erforderlich sind.

- begrenzte Arbeitszeit durch begrenzte Kapazität der Akkus
- Zusatzgewicht am Werkzeug durch den Akku, vor allem bei Maschinen mit großen Akkus

Häufig führen die Schwächen der Akkutechnik dazu, dass Hersteller verkleinerte Ausgaben ihrer netzbetriebenen Geräte anbieten, z. B. Winkelschleifer oder Kreissägen mit kleineren Scheibendurchmessern.